# 蜜李

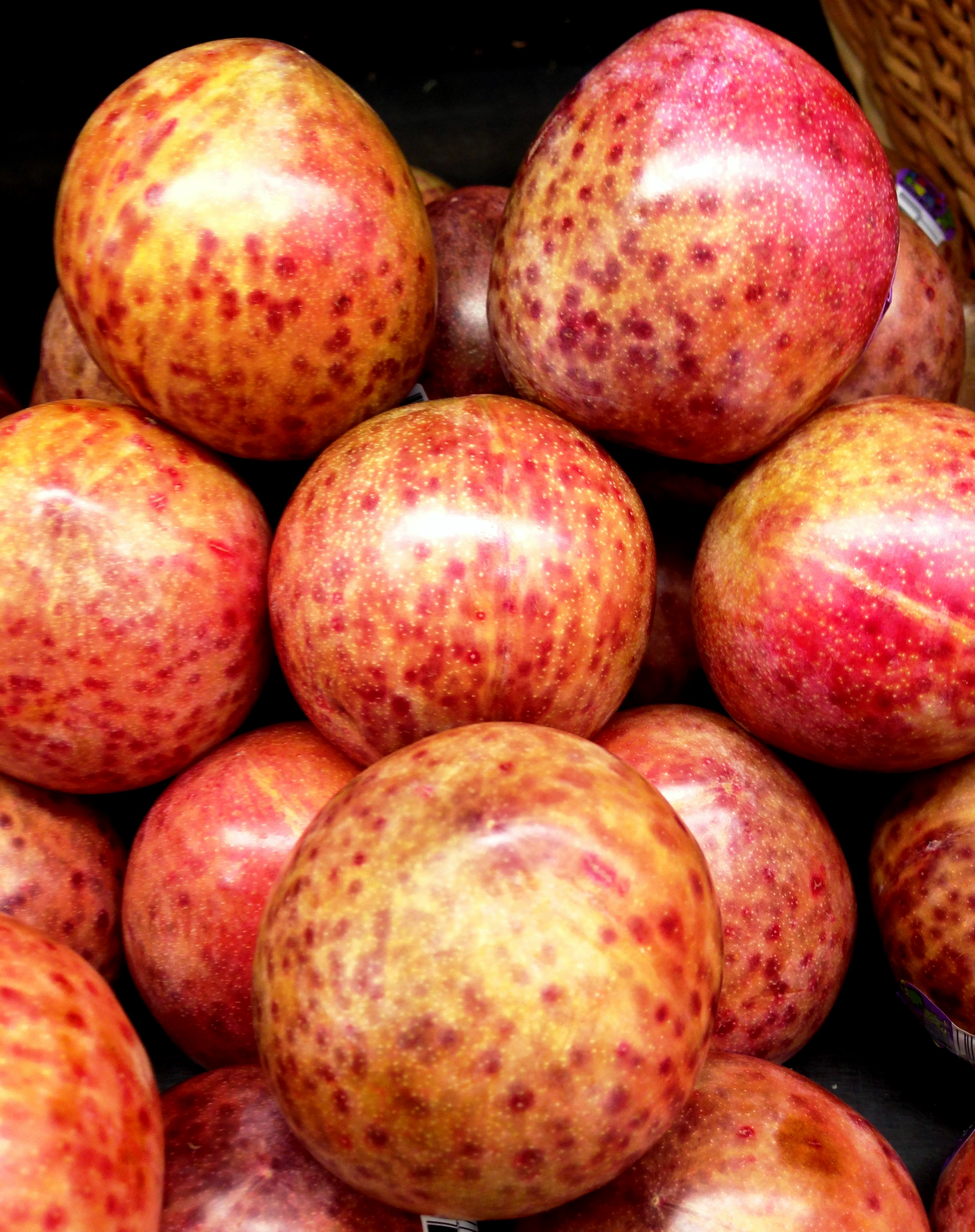
真正的恐龍蛋蜜李

蜜李或李子杏是中国李或其雜交品種和杏杂交的产物。李子血统更多的品种称为蜜李（英語：pluot），也叫美国杏李、加州杏李。杏子血统更多的品种称为李子杏（英語：aprium）。李、杏血统对半的称为或。
恐龙蛋（英語：Dapple Dandy Pluot / Dinosaur Egg）只是蜜李的其中一个品种，但在中文里经常错误地用来泛指所有蜜李和李子杏。